# Сант'Андреа (Анкона)
Сант'Андреа (итал. Sant'Andrea) насеље је у Италији у округу Анкона, региону Марке.
Према процени из 2011. у насељу је живело 33 становника. Насеље се налази на надморској висини од 219 м.